# 米哈伊尔·基谢廖夫
米哈伊尔·谢尔盖耶维奇·基谢廖夫（俄语：Михаил Сергеевич Киселёв，羅馬化：Mikhail Sergeyevich Kiselyov，1986年6月18日—）是俄罗斯政治人物，第八届国家杜马代表。
2006年至2008年，他是俄罗斯学生团队组织托木斯克地区分会的成员。 2010年至2011年任该组织中央总部副主任。 2011年至2021年，基谢廖夫担任俄罗斯学生队中央总部负责人。2017年当选俄罗斯联邦公众院议员。2018年俄罗斯总统选举中，他是弗拉基米尔·普京的心腹。他是全俄人民阵线的成员。2021年9月起担任第八届国家杜马代表。

## 制裁
基谢廖夫于2022年因俄乌战争而受到英国政府制裁。